# Periophthalmus weberi
Periophthalmus weberi — вид риб родини Бичкових.

## Опис
Риба сягає завдовжки близько 10 см. Фонове забарвлення світло-коричневе або сірувате у самиць, коричнево-сіре у зрілих самців, знизу блідіше; сині нерегулярні смуги на підборідді і горлі; дві нерегулярні темні смуги розміщені дорсально від очей до хвостового стебла і 7-8 темно-коричневих смуг на спині. Плавці напівпрозорі блідо-сині; 1-й і 2-й спинні плавці у самців білуваті; у самиць перший коричневий, другий темно-коричневий з синіми плямами, білою смугою і червоним краєм; Хвостовий плавець темно-коричневого кольору, з червоним спинним і черевним променем; анальний плавець дистально почорнілий з чорними цятками в деяких особин; Грудні плавники помаранчеві дистально; черевні плавці спинний черновато-сіре. Мертві риби набирають темного, блакитного кольору.

## Поширення
Вид мешкає у  мангрових заростях на узбережжі  Нової Гвінеї та на півночі  Австралії. Також проникає в нижні, припливні частини прісноводних потоків.